# Pohjois-Espoo
Pohjois-Espoo (en suédois : Norra Esbo) est le district nord d'Espoo qui rassemble les quartiers de Bodom, Kalajärvi, Kunnarla, Lahnus, Lakisto, Luukki, Niipperi, Perusmäki, Röylä, Vanhakartano et Velskola.

## Présentation
Pohjois-Espoo compte 11 200 habitants (31.12.2016) pour une superficie de  81,5 km2 (31.12.2004).
Ses districts limitrophes sont Suur-Leppävaara et Vanha-Espoo.